# Ammoniumklorat
Ammoniumklorat är ett salt av ammoniak och klorsyra med formeln NH4ClO3.

## Egenskaper
Ammoniumklorat är ett mycket instabilt oxidationsmedel. Det sönderfaller i kvävgas, syrgas och klorgas. Sönderfallet kan vara våldsamt även vid rumstemperatur. Det exploderar om det utsätts för solljus, även om det är löst i vatten.

## Framställning
Ammoniumklorat kan framställas genom att blanda ammoniak (NH3) med klorsyra (HClO3).
{\displaystyle {\rm {NH_{3}+HClO_{3}\rightarrow NH_{4}ClO_{3}}}}